# Elymus colorans
Elymus colorans là một loài thực vật có hoa trong họ Hòa thảo. Loài này được (Melderis) Á.Löve mô tả khoa học đầu tiên năm 1984.